# Патрушев, Юрий Николаевич
Юрий Николаевич Патрушев (27 октября 1936, Среднеуральск, Свердловская область, РСФСР, СССР — 4 сентября 2020, Санкт-Петербург, Россия) — советский и российский военачальник, командующий 3-й флотилией атомных подводных лодок (1984—1986), начальник штаба Северного Флота, заместитель начальника Военно-морской академии, вице-адмирал (1987).

## Биография
Родился в 1936 году в городе Среднеуральске Свердловской области. В 1953 году окончил школу № 5 города Среднеуральска.

### Военная служба
В 1954—1958 годах был курсантом Высшего военно-морского училища подводного плавания. В 1958—1962 годах служил командиром рулевой группы подводной лодки «С-285». В 1962—1968 годах служил на подводной лодке «С-128» (начав командиром БЧ-I и закончив командиром подводной лодки). В 1968 году был назначен командиром подводной лодки «С-49» 633 проекта.
В 1972 году окончил Военно-морскую академию и продолжил службу на атомной подводной лодке. В 1975—1978 годах служил заместителем командира 7-й дивизии подводных лодок Северного Флота. За этот период совершил восемь боевых походов в районы Атлантического океана, включая Средиземное море. Общая продолжительность этих походов 275 суток.
В 1978—1980 годах был слушателем академии Генерального штаба. С июля 1980 по июль 1982 года служил командиром 7-й дивизии подводных лодок Северного Флота. С мая 1982 года по июль 1984 года служил начальником штаба 1-й Краснознамённой флотилии атомных подводных лодок Северного Флота.
С 1984 года по 27 июня 1986 года служил командующим 3-й флотилией атомных подводных лодок Северного Флота.
25 августа 1985 года Патрушев был старшим на борту подводной лодки «К-428», которая в этот день всплыла в полынье на Северном полюсе и, впервые в истории ВМФ, осуществила стрельбу двумя баллистическими ракетами по боевому полю на Камчатке.
В 1986—1990 годах служил начальником штаба Северного флота, в 1990—1992 годах — заместителем начальника Военно-морской академии.

### После военной службы
С 1992 года находился в запасе. Жил в Санкт-Петербурге.
Скончался 4 сентября 2020 года. 9 сентября 2020 года был похоронен на Морском мемориале Серафимовского кладбища в Санкт-Петербурге.

## Награды
Награждён двумя орденами «За службу Родине в Вооружённых Силах СССР» (II и III степени) и медалями.